# Coccymys
Genre
Coccymys est un genre de rongeurs de la sous-famille des Murinés.

## Répartition
Les espèces de ce genre sont endémiques de Nouvelle-Guinée.

## Liste des espèces
Selon Mammal Species of the World (version 3, 2005)  (17 juin 2016) :
- Coccymys albidens (Tate, 1951)
- Coccymys ruemmleri (Tate and Archbold, 1941)

Selon ITIS (16 juin 2016)
- Coccymys kirrhos Musser and Lunde, 2009
- Coccymys ruemmleri (Tate and Archbold, 1941)
- Coccymys shawmayeri (Hinton, 1943)

## Publication originale
- Menzies, 1990 : A systematic revision of Pogonomelomys (Rodentia: Muridae) of New Guinea. Science in New Guinea, vol. 16, n. 3, p. 118–137.